# Jean Collomb
Jean Collomb (* 9. Oktober 1922 als Jean Eugène Jacques Emptaz-Collomb in Voiron, Frankreich; † 18. Februar 2013 in Paris) war ein französischer Kameramann und Kurzfilmregisseur.

## Leben und Wirken
Collomb besuchte eine Berufsschule und arbeitete anschließend im Handel und als Journalist. Mitte der 50er Jahre wechselte er zum Film. Er begann als Kameraassistent unter Jean Isnard und stieg 1960 zum Chefkameramann auf. In dieser Funktion fotografierte er anfänglich Kurzfilme, die er zum Teil auch inszenierte, bald darauf aber auch abendfüllende Spielfilme.
1962 begann Collomb seine Zusammenarbeit mit Claude Lelouch, die insgesamt 13 Jahre währen sollte. In dieser Zeit zeichnete er auch für die stimmungsvollen Bilder von Lelouchs größtem internationalen Erfolg verantwortlich, dem Melodram Ein Mann und eine Frau. Auch seine anderen Kameraarbeiten zeichnen sich durch eine „mitunter geschmäcklerische Gefälligkeit“ aus.

## Filmografie (komplett)
als Kameramann, wenn nicht anders angegeben
- 1960: Féerie vietnamienne (Kurzfilmserie)
- 1960: À fleur de peau
- 1960: Les lâches vivent d’espoir
- 1961: Les dès sont sur le tapis (Kurzfilm, auch Co-Regie)
- 1961: Brücke des Todes (Poliorkia)
- 1962: Le mouton de Praxos (Kurzfilm-Regie)
- 1963: Die Fahndung (L’amour avec des si)
- 1963: Une fille et des fusils
- 1966: Ein Mann und eine Frau (Un homme et une femme)
- 1968: Männer, Mädchen und Medaillen (13 jours en France), (Dokumentarfilm)
- 1968: Das Leben, die Liebe und der Tod (La Vie, l’amour, la mort)
- 1970: Voyou – Der Gauner (Le Voyou)
- 1971: Smic, Smac, Smoc – Die Drei vom Trockendock (Smic, Smac, Smoc)
- 1971: Die Entführer lassen grüßen (L’Aventure c’est l’aventure)
- 1973: Ein glückliches Jahr (La Bonne année)
- 1973: Der Blonde mit dem blauen Auge (Juliette et Juliette)
- 1973: Ich – die Nummer eins (Le silencieux)
- 1974: Ein Leben lang (Toute une vie)
- 1974: Eine Ehe (Mariage)
- 1974: Die Ohrfeige (La gifle)
- 1975: Eine Katze jagt die Maus (Le Chat et la souris)
- 1975: Adieu, Bulle (Adieu poulet)
- 1976: Der große Angeber (Le grand escogriffe)
- 1976: Sex o’clock USA (Sex o’clock USA)
- 1977: La rabatteuse
- 1991: Blood Runners (Kurzfilm)
- 2000: Le margouillat